# Fußball-Ostasienmeisterschaft der Frauen 2015
Die fünfte Fußball-Ostasienmeisterschaft der Frauen, offiziell EAFF Women’s East Asian Cup 2015, wurde 2015 in der Volksrepublik China ausgetragen. Vier Mannschaften aus dem ostasiatischen Raum qualifizierten sich für die Endrunde. Davon waren Japan, Nordkorea und die Volksrepublik China als Gastgeber bereits gesetzt. Südkorea konnte sich in einem im November 2014 ausgetragenen Qualifikationsturnier als vierte Mannschaft qualifizieren. In einer ersten Vorqualifikation auf Guam hatte sich hierfür zuvor noch die Gastgeber-Mannschaft gegen Macau und die Nördlichen Marianen durchgesetzt.
Beide Qualifikationsrunden wurden in einer Gruppenphasen ausgespielt. Der Sieger qualifizierte sich jeweils für die nächste Runde. Der Ostasienmeister wurde ebenfalls durch Gruppenspiele ermittelt.

## Austragungsort
Die Qualifikationsspiele der ersten Runde wurden im GFA National Training Center in Dededo auf Guam ausgetragen. Die Spiele der zweiten Runde wurden im Hsinchu County Stadium in Zhubei und dem Taipei Municipal Stadium in Taipei auf Taiwan ausgetragen.

## Modus
Jede Mannschaft spielte in der jeweiligen Gruppenphase je einmal gegen jede andere Mannschaft der Gruppe. Ein Sieg wurde mit drei Punkten, ein Unentschieden mit einem Punkt bewertet. Bei zwei oder mehreren punktgleichen Mannschaften, entschieden folgende Kriterien:
1. bessere Tordifferenz;
2. höhere Anzahl erzielter Tore;
3. höhere Punktzahl aus den Spielen der punkt- und torgleichen Mannschaften untereinander;
4. bessere Tordifferenz aus diesen Spielen;
5. höhere Anzahl erzielter Tore aus diesen Spielen;
6. Losentscheid.

## Turnier

### Erste Qualifikationsrunde
| Pl. | Land               | Sp. | S | U | N | Tore    | Diff. | Punkte |
| --- | ------------------ | --- | - | - | - | ------- | ----- | ------ |
| 1.  | Guam               | 2   | 2 | 0 | 0 | 018:000 | +18   | 06     |
| 2.  | Nördliche Marianen | 2   | 1 | 0 | 1 | 007:700 | ±0    | 03     |
| 3.  | Macau              | 2   | 0 | 0 | 2 | 000:180 | −18   | 0      |

|                            |   |                    |           |
| 20. Juli 2014 um 17:30 Uhr |   |                    |           |
| Guam                       | – | Nördliche Marianen | 7:0 (3:0) |
| 22. Juli 2014 um 17:30 Uhr |   |                    |           |
| Guam                       | – | Macau              | 11:0      |
| 24. Juli 2014 um 17:30 Uhr |   |                    |           |
| Nördliche Marianen         | – | Macau              | 7:0 (3:0) |

| Beste Torschützin           | Wertvollste Spielerin |
| --------------------------- | --------------------- |
| Paige Surber – mind. 6 Tore | Samantha Kaufman      |

Guam qualifizierte sich für die zweite Qualifikationsrunde.

### Zweite Qualifikationsrunde
| Pl. | Land              | Sp. | S | U | N | Tore    | Diff. | Punkte |
| --- | ----------------- | --- | - | - | - | ------- | ----- | ------ |
| 1.  | Südkorea          | 3   | 3 | 0 | 0 | 026:000 | +26   | 09     |
| 2.  | Chinesisch Taipeh | 3   | 2 | 0 | 1 | 006:200 | +4    | 06     |
| 3.  | Hongkong          | 3   | 1 | 0 | 2 | 003:110 | −8    | 03     |
| 4.  | Guam              | 3   | 0 | 0 | 3 | 000:220 | −22   | 0      |

|                   |   |          |            |
| 12. November 2014 |   |          |            |
| Südkorea          | – | Guam     | 15:0 (5:0) |
| Chinese Taipei    | – | Hongkong | 2:0 (0:0)  |
| 15. November 2014 |   |          |            |
| Hongkong          | – | Südkorea | 0:9 (0:7)  |
| Chinese Taipei    | – | Guam     | 4:0 (2:0)  |
| 18. November 2014 |   |          |            |
| Guam              | – | Hongkong | 0:3 (0:2)  |
| Chinese Taipei    | – | Südkorea | 0:2 (0:0)  |

| Beste Torschützin                         | Wertvollste Spielerin |
| ----------------------------------------- | --------------------- |
| Jeon Ga-eul Lee Jung-eun – jeweils 6 Tore | Kwon Hah-nul          |

Südkorea qualifizierte sich für die Endrunde.

### Endrunde
Die Endrunde fand parallel zum Turnier der Männer statt.
| Pl. | Land                | Sp. | S | U | N | Tore    | Diff. | Punkte |
| --- | ------------------- | --- | - | - | - | ------- | ----- | ------ |
| 1.  | Nordkorea           | 3   | 3 | 0 | 0 | 009:400 | +5    | 09     |
| 2.  | Südkorea            | 3   | 2 | 0 | 1 | 003:300 | ±0    | 06     |
| 3.  | Japan               | 3   | 1 | 0 | 2 | 005:600 | −1    | 03     |
| 4.  | Volksrepublik China | 3   | 0 | 0 | 3 | 002:600 | −4    | 0      |

|                                                                    |   |           |           |
| 1. August 2015 um 18:20 Uhr in Wuhan (Wuhan Sports Center Stadium) |   |           |           |
| Nordkorea                                                          | – | Japan     | 4:2 (1:0) |
| 1. August 2015 um 21:00 Uhr in Wuhan (Wuhan Sports Center Stadium) |   |           |           |
| China                                                              | – | Südkorea  | 0:1 (0:1) |
| 4. August 2015 um 18:20 Uhr in Wuhan (Wuhan Sports Center Stadium) |   |           |           |
| Japan                                                              | – | Südkorea  | 1:2 (1:0) |
| 4. August 2015 um 21:00 Uhr in Wuhan (Wuhan Sports Center Stadium) |   |           |           |
| China                                                              | – | Nordkorea | 2:3 (1:2) |
| 8. August 2015 um 17:10 Uhr in Wuhan (Wuhan Sports Center Stadium) |   |           |           |
| Südkorea                                                           | – | Nordkorea | 0:2 (0:1) |
| 8. August 2015 um 20:10 Uhr in Wuhan (Wuhan Sports Center Stadium) |   |           |           |
| China                                                              | – | Japan     | 0:2 (0:0) |